# Vibrante múltiple bilabial sorda
La vibrante múltiple bilabial sorda es un sonido consonántico muy poco común en las lenguas habladas. El símbolo en el alfabeto fonético internacional es [ʙ̥]. Este símbolo representa una b pequeña mayúscula con el diacrítico de consonante sorda.

## Aparición en distintas lenguas
- El mangbetu distingue la vibrante múltiple bilabial sonora (ʙ) de la vibrante múltiple bilabial sorda (ʙ̥).
- El kom usa la vibrante múltiple bilabial sorda (ʙ̥).

- Datos: Q19773202